# 密爾沃基 (北卡羅萊納州)
密爾沃基（英語：Milwaukee）是位於美國北卡羅萊納州北安普頓縣的普查規定居民點。

## 人口
根據2020年美國人口普查的數據，密爾沃基的面積為4.54平方千米，當中陸地面積為4.45平方千米，而水域面積為0.08平方千米。當地共有人口157人，而人口密度為每平方千米34.58人。